# 苯甲酰氯
苯甲酰氯（C6H5COCl），也称苯酰氯，为无色发烟液体，具有刺激性气味。在实验室中，可由在无水条件下蒸馏苯甲酸和五氯化磷得到。苯甲酰氯的大规模制备则可通过使用氯化亚砜氯化苯甲醛得到。
苯甲酰氯的熔沸点分别为-1℃和198℃，密度为 1.212。它属于酰氯的一种。
苯甲酰氯为制备染料、香料、有机过氧化物、药品和树脂的重要中间体。苯甲酰氯也被用于摄影和人工鞣酸的生产之中，也曾在化学战中作为刺激性气体而使用。

## 制备
苯甲酰氯工业上可以通过三氯甲苯与水或苯甲酸的反应来制备：
C6H5CCl3  +  H2O   →   C6H5COCl  +  2 HCl
C6H5CCl3  +  C6H5CO2H   →   2 C6H5COCl  +  HCl
与其他酰氯一样，羧酸结构也可以通过氯代来制备（如使用五氯化磷、氯化亚砜或乙二酰氯），此法通常是从苯甲醛开始氯代。早期也存在使用苯甲醇制备苯甲酰氯的方法。